# Простино (Ярославская область)
Простино — деревня Арефинского сельского поселения Рыбинского района Ярославской области .
Деревня расположена на правом берегу небольшой реки Кошка, левого притока реки Ухра. Деревня выстроена в одну улицу, вдоль реки Кошка. По северной околице Простино, пересекая Кошку, проходит автомобильная дорога из Рыбинска к центру сельского поселения, селу Арефино, которое расположено к востоку на расстоянии 4 км. Между Простино и Арефино на дороге находится деревня Борщевка. Ближайшая от Простино деревня пл дороге в сторону Рыбинска Васильково, удалена на 7 км. Севернее Простино практически в устье реки Кошка, стоят две деревни: на правом берегу — Суриново, на левом — Козицино. Вокруг деревни Простино и севернее вдоль реки Ухра имеются сельскохозяйственные поля, но на юг выше по течению реки Кошка и её притоков, на запад вплоть до Васильково, на юго-восток — обширный лесной массив . 
Деревня Простина обозначена на плане Генерального межевания Рыбинского уезда 1792 года.
На 1 января 2007 года в деревне Простино числилось 5 постоянных жителей . Почтовое отделение, расположенное в центре сельского поселения селе Арефино обслуживает в деревне Простино 10 домов .